# Cinclidotus nyholmiae
Cinclidotus nyholmiae är en bladmossart som beskrevs av Cetin 1988. Cinclidotus nyholmiae ingår i släktet Cinclidotus och familjen Cinclidotaceae. Inga underarter finns listade i Catalogue of Life.